# Tatiana Maslany
Tatiana Gabriele Maslany (/məˈslɑːni/ mə-SLAH-nee; sinh ngày 22 tháng 9 năm 1985) là nữ diễn viên người Canada. Cô được biết tới qua nhiều vai diễn trong loạt phim truyền hình kinh dị khoa học viễn tưởng Orphan Black (2013–2017), bộ phim mang về cho cô một giải Primetime Emmy (2016), hai giải Critics' Choice Awards (2013, 2014) và năm giải Canadian Screen (2014–18). Maslany cũng là diễn viên Canada đầu tiên giành giải Emmy ở hạng mục phim chính kịch Canada dài tập.
Maslany cũng xuất hiện trong các phim truyền hình như: Heartland (2008–2010), The Nativity (2010), Being Erica (2009–2011), Perry Mason (2020), She-Hulk: Attorney at Law (2022) trong vai chính Jennifer Walters / She-Hulk. Ở lĩnh vực điện ảnh, cô từng tham gia một số phim như Diary of the Dead (2007), Eastern Promises (2007), The Vow (2012), Picture Day (2012), Cas and Dylan (2013), Woman in Gold (2015), Stronger (2017), Destroyer (2018). Với vai chính trong phim hài lãng mạn The Other Half (2016), cô giành được một giải Canadian Screen ở hạng mục Nữ chính xuất sắc nhất.

## Đầu đời
Maslany sinh ra tại Regina, Saskatchewan, là con gái của Daniel Maslany, một thợ làm đồ gỗ, và Renate (nhũ danh Kratz), một phiên dịch viên tiếng Pháp và tiếng Anh.  Cô có hai người em trai, nam diễn viên Daniel Maslany và nhà làm phim hoạt hình Michael Maslany.  Cô có tổ tiên Áo, Đức, Ba Lan, Romania và Ukraina.  Đối với trường tiểu học, Maslany đã đắm mình trong tiếng Pháp , và được mẹ dạy bằng tiếng Đức trước khi học tiếng Anh.  Ngoài ra, ông bà của cô nói tiếng Đức xung quanh cô khi còn nhỏ.  Cô ấy cũng nói được một số tiếng Tây Ban Nha. Cô ấy đã khiêu vũ từ năm bốn tuổi và bắt đầu nhà hát cộng đồng và nhạc kịch năm chín tuổi.
Maslany theo học tại trường trung học Tiến sĩ Martin LeBoldus , nơi cô tham gia vào các vở kịch và ứng biến của trường, và tốt nghiệp vào năm 2003.  Trong khi học trung học, cô đã tìm được công việc diễn xuất được trả lương cho phép cô đi du lịch khắp Canada với cha mẹ. ' phê duyệt. Cô ấy sẽ làm việc trong một vài tháng và sau đó trở lại trường học ở Regina. Cô ấy nói, "Đó không phải là một quá trình chuyển đổi dễ dàng. Tôi cảm thấy hơi xa lạ với nó. Thực sự là bên ngoài cả hai trải nghiệm."
Sau khi hoàn thành chương trình trung học, cô học thêm một năm trước khi vào Đại học Regina , theo học tiếng Đức, tiếng Hy Lạp cổ đại, Triết học, Tâm lý học và điện ảnh. Cô ấy đã bỏ học sau nửa học kỳ.  Cô đã dành một thời gian biểu diễn sân khấu và đi du lịch trước khi định cư ở Toronto , Ontario, ở tuổi 20.